# Todos los Santos en Via Appia Nuova (título cardenalicio)
Todos los Santos en Via Appia Nuova es un título cardenalicio diaconal de la Iglesia Católica. Fue instituido por el papa Pablo VI en 1969.

## Titulares
- Giuseppe Paupini (30 de abril de 1969 - 30 de junio de 1979); título presbiteral pro hac vice (30 de junio de 1979 - 8 de julio de 1992)
- Mikel Koliqi (26 de noviembre de 1994 - 28 de enero de 1997)
- Alberto Bovone (21 de febrero de 1998 - 17 de abril de 1998)
- Walter Kasper (21 de febrero de 2001 - 21 de febrero de 2011); título presbiteral pro hac vice (21 de febrero de 2011)